# Ożaglowanie żebrowe
Ożaglowanie żebrowe – typ ożaglowania charakteryzujący się tym, że grot ma kształt trójkąta obróconego wierzchołkiem ku dołowi; nie ma bomu, a gafel jest podwójny i wygięty na kształt żeber. Powierzchnia grota układa się wewnątrz wygiętego i rozwidlonego gafla, który nosi nazwę szprajsgafla.